# Осока ланцетная
Осо́ка ланце́тная (лат. Carex lanceolata) — многолетнее травянистое растение, вид рода Осока (Carex) семейства Осоковые (Cyperaceae).

## Ботаническое описание
Бледно-зелёное растение с косым и ветвистым, коротко-ползучим корневищем, образующим густые дерновины.
Стебли почти по всей длине шероховатые, 15—30(40) см высотой. Репродуктивные побеги центральные.
Листья мягкие, сначала прямые, позже удлинённые, отклонённые, наверху извитые, плоские, 1—2 мм шириной, короче стеблей, быть может равные им или, иногда в 1,5—2 раза длиннее их. Нижние влагалища каштановые и красновато-бурые. Листья на репродуктивных побегах с влагалищами и пластинками (последние могут быть длинными у нижних стеблевых листьев и укороченные у верхних).
Верхний колосок тычиночный, расположен обычно ниже уровня верхнего пестичного колоска, ланцетовидный, (0,5)0,6—1(1,5) см длиной, 1,2—3 мм шириной, малоцветковый, с ланцетными, острыми, ржавыми или каштановыми, очень широко белоперепончатыми чешуями; нижняя чешуя колоска достигает половины и более его длины; остальные (1)2—5 пестичные, малоцветковые, рыхлые, продолговатые, довольные узкие, возможно с коленчатой осью, 0,5—1,2 см длиной, на ножках до 1 см длиной, почти целиком скрытой в прицветном влагалище, нижние колоски (1—3) сидят у основания стебля на длинных ножках. Чешуи пестичных колосков ланцетовидные или яйцевидные, кверху суженные, большей частью в 1,5—2 раза длиннее мешочков, реже быть может равные им. Мешочки в поперечном сечении округло-трёхгранные, с выпуклыми гранями, обратнояйцевидные, 3 мм длиной, спереди с 6—10 жилками, зеленоватые, позже желтовато-жёлтые, равномерно коротко опушённые, наверху округлые, в основании оттянутые в коническую утолщённую «ножку»; носик очень короткий, 0,1—0,2 мм длиной, цельный, обычно косой (немного смещён на переднюю грань мешочка), слабо выемчатый. Рылец 3. Кроющий лист нижнего пестичного колоска состоит из влагалища, наверху косо усечённого, бурого, белоперепончато окаймлённого, без листовой пластинки или, иногда, с очень короткой, до 0,5 см, щетиновидной пластинкой.
Плод на карпофоре до 2 мм длиной. Плодоносит в мае.
Число хромосом 2n=72.
Вид описан из Японии (остров Хоккайдо).

## Распространение
Восточная Сибирь: бассейн Енисея (юг, очень редко), Ленско-Колымский район (к югу от 60° северной широты, севернее — река Лена у села Бестях и между Якутском и устьем Алдана), Ангаро-Саянский район (преимущественно на юго-востоке), Даурия; Дальний Восток: Удский район (юг), Зее-Буреинский район, Уссурийский край, Сахалин; Центральная Азия: Монголия; Восточная Азия: Северо-Западный, Северный, Северо-Восточный и Центральный Китай, полуостров Корея, Япония.
Растёт в светлых сухих лесах, на остепнённых каменистых склонах, в нижнем и верхнем поясах гор.

## Систематика
В пределах вида выделяются две разновидности:
- Carex lanceolata var. alashanica T.V.Egorova — от Монголии до Северного Китая
- Carex lanceolata var. lanceolata — Осока ложно-ланцетная; от Сибири до Японии

Вид очень полиморфен, что, возможно, связано с древними гибридизационными процессами. Варьирует на протяжении всего ареала по форме чешуй пестичных колосков (от ланцетной, более обычной, до яйцевидной), соотношению длины мешочков и чешуй (чешуи большей частью вдвое длиннее мешочков, реже могут быть равными им), по количеству пестичных цветков в колосках (2—8) и плотности их расположения, по форме оси колоска (от сильно коленчато изогнутой до почти прямой), соотношению длины листьев и стебля (листья короче стебля и могут быть равны ему или иногда превышают его в 1,5—2 раза), по степени плотности дерновины (от довольно плотной до рыхлой), окраске влагалищ нижних листьев (от тёмно-пурпурно-бурой до бурой) и степени их волокнистости.
Разновидность Carex lanceolata var. alashanica T.V.Egorova характеризуется более длинным, 0,3—0,4 мм длиной, носиком мешочков.